# Железчиков, Борис Фёдорович
Бори́с Фёдорович Желе́зчиков (20 октября 1946, Чудово, Новгородская область — 20 октября 2000, Волгоград) — советский и российский историк и археолог.
Доктор исторических наук, профессор.

## Биография
Родился 20 октября 1946 года в городе Чудове одноимённого района Новгородской области РСФСР СССР.
В 1964 году окончил школу, работал молотобойцем, затем служил в Советской армии.
В 1972 году с отличием закончил историко-филологический факультет Уральского педагогического института.
В 1975—1979 годах обучался в аспирантуре Института археологии Академии наук СССР под руководством К. Ф. Смирнова и М. Г. Мошковой.
В 1980 году защитил кандидатскую диссертацию на тему «Ранние кочевники Южного Приуралья».
В 1981—2000 годах работал в Волгоградском государственном университете. Был заведующим кафедрой всеобщей истории, деканом исторического факультета, проректором по социальной работе.
В 1987 году защитил докторскую диссертацию на тему «Ранние кочевники Южного Приуралья и Нижнего Поволжья VI—II веков до н. э.».
В 1998—2000 годах был директором Научно-исследовательского института археологии Нижнего Поволжья при Волгоградском государственном университете.
Скончался 20 октября 2000 года в городе Волгограде.

## Научная деятельность
Научная деятельность была посвящена происхождению ранних кочевников Волго-Уральского региона и общим вопросам номадизма.
В 1970-х годах вёл археологические исследования древностей Западного Казахстана, в 1980-х принимал активное участие в организации и проведении археологических исследований на территории Волгоградской области.
Автор более ста научных работ, в том числе и пяти монографий, среди которых:
- Железчиков, Б. Ф., Кригер, В. А. Катакомбные захоронения Уральской области // Сов. археология : науч. журнал / гл. ред. А. В. Арциховский ; АН СССР. — 1978. — № 4. — С. 218—228.
- Железчиков, Б. Ф. Экология и некоторые вопросы хозяйственной деятельности сарматов Южного Приуралья и Заволжья в VI в. до н. э.—I в. н. э. // История и культура сарматов. — Саратов, 1983. — С. 48—60.
- Железчиков, Б. Ф. Вероятная численность савромато-сарматов Южного Приуралья и Заволжья в VI в. до н. э.—I в. н. э. по демографическим и экологическим данным // Древности Евразии в скифо-сарматское время. — М., 1984. — С. 65—68.
- Железчиков, Б. Ф. Некоторые вопросы развития скотоводческого хозяйства сарматов Южного Приуралья // Памятники кочевников Южного Урала. — Уфа, 1984. — С. 3-17.
- Железчиков, Б. Ф. Савроматы и ранние сарматы: некоторые итоги исследований // Древняя и средневековая история Нижнего Поволжья. — Саратов, 1986. — С. 54—66.
- Железчиков, Б. Ф. Ранние кочевники Южного Приуралья в VI в. до н. э.—I в. н. э. — Волгоград, 1986. — 267 с. — Рукопись деп. в Ин-те науч. информ. по обществ. наукам АН СССР № 28585 от 6 марта 1987 г.
- Железчиков, Б. Ф. Погребения IV в. до н. э. из Южного Приуралья и вопрос о времени появления дромосных могил // Проблемы хронологии сарматской культуры : сб. ст. — Саратов, 1992. — С. 85—93.
- Железчиков, Б. Ф. Сарматы как номады // Проблемы всеобщей истории : материалы науч. конф., — Волгоград, 1993—1994. — С. 4-13.
- Железчиков, Б. Ф. Общая характеристика исходных признаков погребального обряда савроматского времени // Статистическая обработка погребальных памятников Азиатской Сарматии. — М., 1994. — Вып. 1. Савроматская эпоха (VI—IV вв. до н. э.). — С. 127—151;
- Железчиков, Б. Ф. История изучения археологических памятников савроматской эпохи // Статистическая обработка погребальных памятников Азиатской Сарматии. — М., 1994. — Вып. 1. Савроматская эпоха (VI—IV вв. до н. э.). — С. 27—37.
- К вопросу о государственности у древних племен степной Евразии // Вопросы краеведения : материалы V Краеведческих чтений. — Волгоград, 1994. — Вып. 3. — С. 36—39.
- Железчиков, Б. Ф., Сергацков, И. В., Скрипкин, А. С. Древняя история Нижнего Поволжья по письменным и археологическим источникам : учеб. пособие для вузов / Волгогр. гос. ун-т. — Волгоград: Изд-во Волгогр. гос. ун-та, 1995. — 124 с.
- Железчиков, Б. Ф., Фалалеев, А. В. Раскопки у с. Лятошинка // Археолого-этнографические исследования в Волгоградской области : сб. науч. ст. — Волгоград, 1995. — С. 23—61.
- Железчиков, Б. Ф. Археологические памятники Уральской области / Волгогр. гос. ун-т. — Волгоград: Изд-во Волгогр. гос. ун-та, 1998. — 82, [52] c.

## Награды
- Почётное звание «Заслуженный работник высшей школы Российской Федерации»[2].

## Личная жизнь
Увлекался чтением, рыбалкой, сбором грибов.